# Junco
Junco is een geslacht van vogels uit de familie van de  Amerikaanse gorzen. Het geslacht telt 5 soorten.

## Soorten
- Junco bairdi – Bairds junco
- Junco hyemalis – Grijze junco
- Junco insularis – Guadalupejunco
- Junco phaeonotus – Geeloogjunco
- Junco vulcani – Vulkaanjunco